# Cercle Municipal

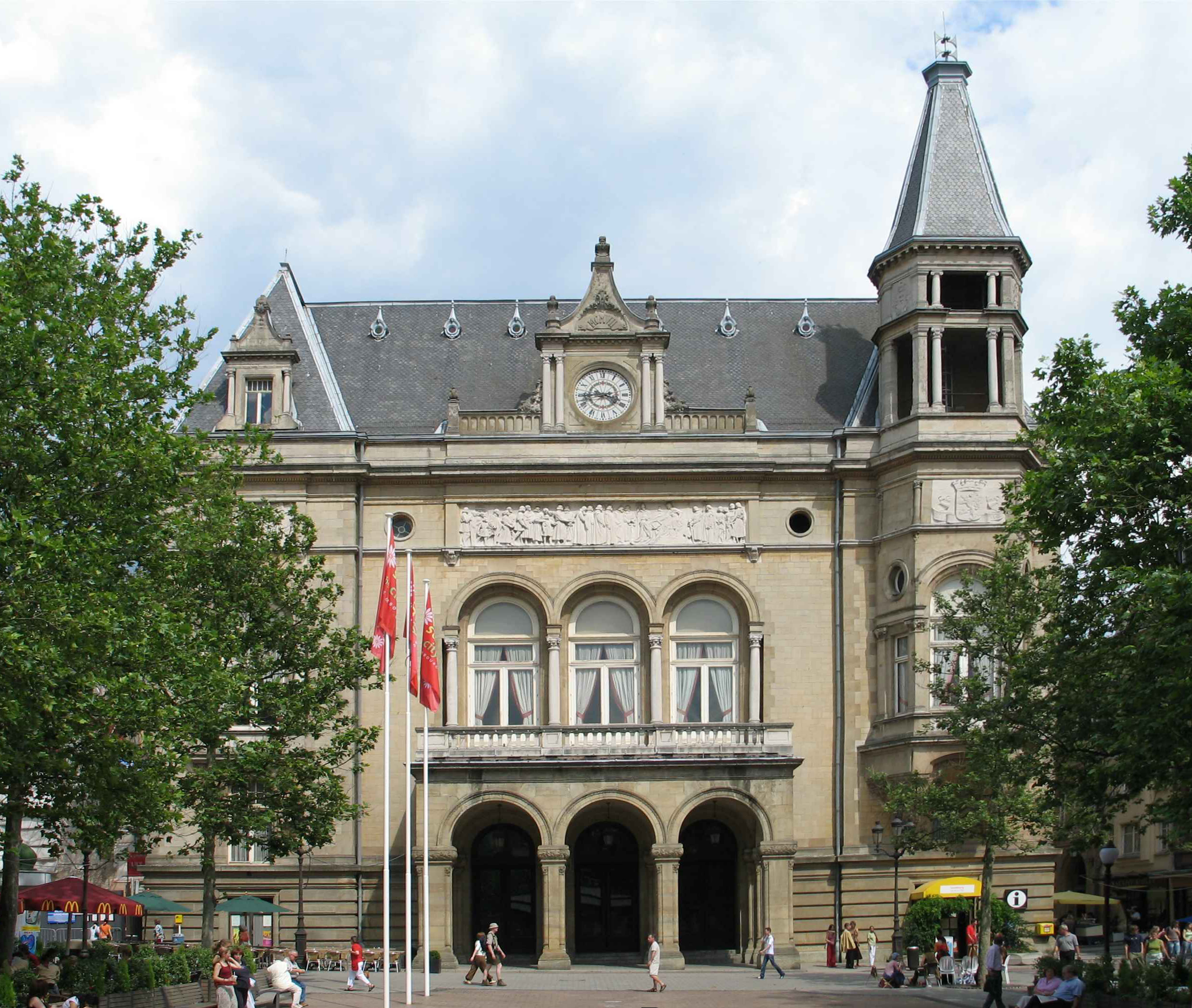
Hauptfassade des Cercle Municipal mit dem Fries

Das Cercle Municipal (deutsch: Stadt-Palais) befindet sich auf dem Place d’Armes in der Stadt Luxemburg.
Das 1910 eröffnete Palais ist ein Verwaltungsgebäude mit mehreren Festsälen. Von 1953 bis 1969 diente es der Europäischen Gemeinschaft für Kohle und Stahl (EGKS) als Sitzungs- und Tagungsort. Heute wird das Gebäude von der Stadt Luxemburg für diverse Empfänge genutzt. 
Besonderes Merkmal an der Fassade ist ein Fries, welches die Übergabe des Freiheitsbriefes an die Bürger der Stadt Luxemburg im Jahre 1244 durch die Gräfin Ermesinde darstellt.